# Laguna Reparosuc
A  Laguna Reparosuc  é um lago localizado na Guatemala. Localiza-se no departamento de Huehuetenango, Município de Nentón.